# Karjalan Sanomat
Karjalan Sanomat (с фин. — «Новости Карелии») — еженедельная финноязычная газета, издающаяся в Петрозаводске.

## История
Основана 5 октября 1920 года.
Главные редакторы газеты

### Karjalan kommuuni (Карельская Коммуна)
- 1920—1922: Юхо Кому (фин. Juho Komu)
- 1922—1923: Онни Туоми (фин. Onni Tuomi)

### Punainen Karjala (Красная Карелия)
- 1923—1924: Ялмари Виртанен (фин. Jalmari Virtanen) и Ниило Виртанен (фин. Niilo Virtanen)
- 1924—1926: Сантери Нуортева (фин. Santeri Nuorteva)
- 1926—1931: Лаури Летонмяки (фин. Lauri Letonmäki)
- 1931—1932: Отто Вилми (фин. Otto Vilmi)
- 1932—1934: Вяйнё Латтунен (фин. Väinö Lattunen)
- 1934—1937: Калле Венто (фин. Kalle Vento)

В конце 1937 года финский язык в Карельской АССР был объявлен вне закона, преподавание финского языка в школах и вузах Карелии было прекращено, журналисты газеты были подвергнуты репрессиям, газета закрыта.

### Советской Карелия (Советская Карелия)
Газета стала печататься на карельском языке (на основе кириллицы), так как с 1938 по 1940 государственным языком в Карельской АССР являлся карельский язык, наряду с русским.
- 1938—1939: Пётр Савельев
- 1939—1940: Иван Кондратьев

### Totuus (Правда)

После создания Карело-Финской ССР газета вновь стала печататься на финском языке. В годы советско-финской войны (1941—1944) редакция газеты работала в эвакуации в Беломорске, газета распространялась партизанами на оккупированной территории.
- 1940—1947: Михаил Мелентьев (1906—1982)[1]
- 1947—1951: Евдоким Емельянов
- 1951—1954: Фёдор Кондратьев
- 1954—1955: Н. Захаров

### Leninilainen totuus (Ленинская правда)
Переводная газета русскоязычной «Ленинской правды».
- 1955—1957: Фёдор Трофимов

### Neuvosto Karjala (Советская Карелия)
Объединённая редакция газет «Neuvosto-Karjala» и «Ленинская правда».
- 1957—1963: Фёдор Кондратьев
- 1963—1967: Фёдор Трофимов
- 1967—1969: Фёдор Кондратьев
- 1969—1971: Иван Петров
- 1971—1985: Юхо Лайтинен (фин. Juho Laitinen)
- 1986—1991: Алексей Миронов

### Karjalan Sanomat (Новости Карелии)
Учредители Правительство Республики Карелия и Законодательное собрание Республики Карелия.
- 1991—2010 Роберт Маннер
- с 2010 — Михаил Незвицкий